# Wegslakken
Wegslakken (Arionidae) zijn een familie van slakken.

## Beschrijving

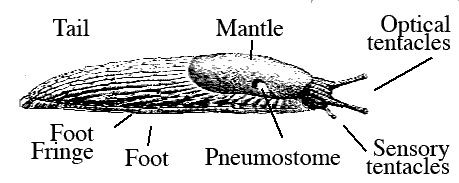
Anatomie van een naaktslak (mantle = mantel(-schild), tail = staart, foot = voet(-zool), foot fringe = voetrand, pneumostome = ademopening (pneumostoma), tentakle = voelspriet)

Deze terrestrische naaktslakken ademen lucht in via hun mantelholte, die als long fungeert. Deze slakken hebben, in tegenstelling tot de Limacidae, geen inwendige schelp, er zijn alleen nog enkele harde korreltjes in een speciaal beursje.

## Geslachten
- Arion Férussac, 1819
- Ariunculus Lessona, 1881
- Carinacauda W. P. Leonard, Chichester, Richart & T. A. Young, 2011
- Geomalacus Allman, 1843
- Kootenaia W. P. Leonard, Chichester, Baugh & Wilke, 2003
- Letourneuxia Bourguignat, 1866
- Nipponarion Yamaguchi & Habe, 1955
- Securicauda W. P. Leonard, Chichester, Richart & T. A. Young, 2011
- Staala Ovaska, Chichester & Sopuck, 2010

## In Nederland waargenomen soorten
- Genus: Ariolimax
  - Ariolimax columbianus - (Pacifische bananenslak)
- Genus: Arion
  - Arion ater - (Duistere wegslak)
  - Arion circumscriptus - (Grauwe wegslak)
  - Arion distinctus - (Donkere wegslak)
  - Arion fuscus - (Bruine wegslak)
  - Arion hortensis - (Zwarte wegslak)
  - Arion intermedius - (Egelwegslak)
  - Arion rufus - (Rode wegslak)
  - Arion silvaticus - (Bos-wegslak)
  - Arion subfuscus - (Oranjebruine wegslak)
  - Arion vulgaris - (Spaanse wegslak)